# П'ятигори (Рівненський район)
П'ятиго́ри — село в Україні, у Рівненському районі Рівненської області. Населення становить 582 особи.

## Географія
Селом протікає річка Швидівка.

## Історія
У 1906 році село Здовбицької волості Острозького повіту Волинської губернії. Відстань від повітового міста 25 верст, від волості 7. Дворів 123, мешканців 473.
Відповідно до Розпорядження Кабінету Міністрів України від 12 червня 2020 року № 722-р «Про визначення адміністративних центрів та затвердження територій територіальних громад Рівненської області» увійшло до складу Здолбунівської міської громади.

## Населення
Згідно з переписом УРСР 1989 року чисельність наявного населення села становила 607 осіб, з яких 265 чоловіків та 342 жінки.
За переписом населення України 2001 року в селі мешкало 579 осіб.

### Мова
Розподіл населення за рідною мовою за даними перепису 2001 року:
| Мова       | Відсоток |
| ---------- | -------- |
| українська | 99,48 %  |
| російська  | 0,34 %   |
| молдовська | 0,17 %   |

## Галерея

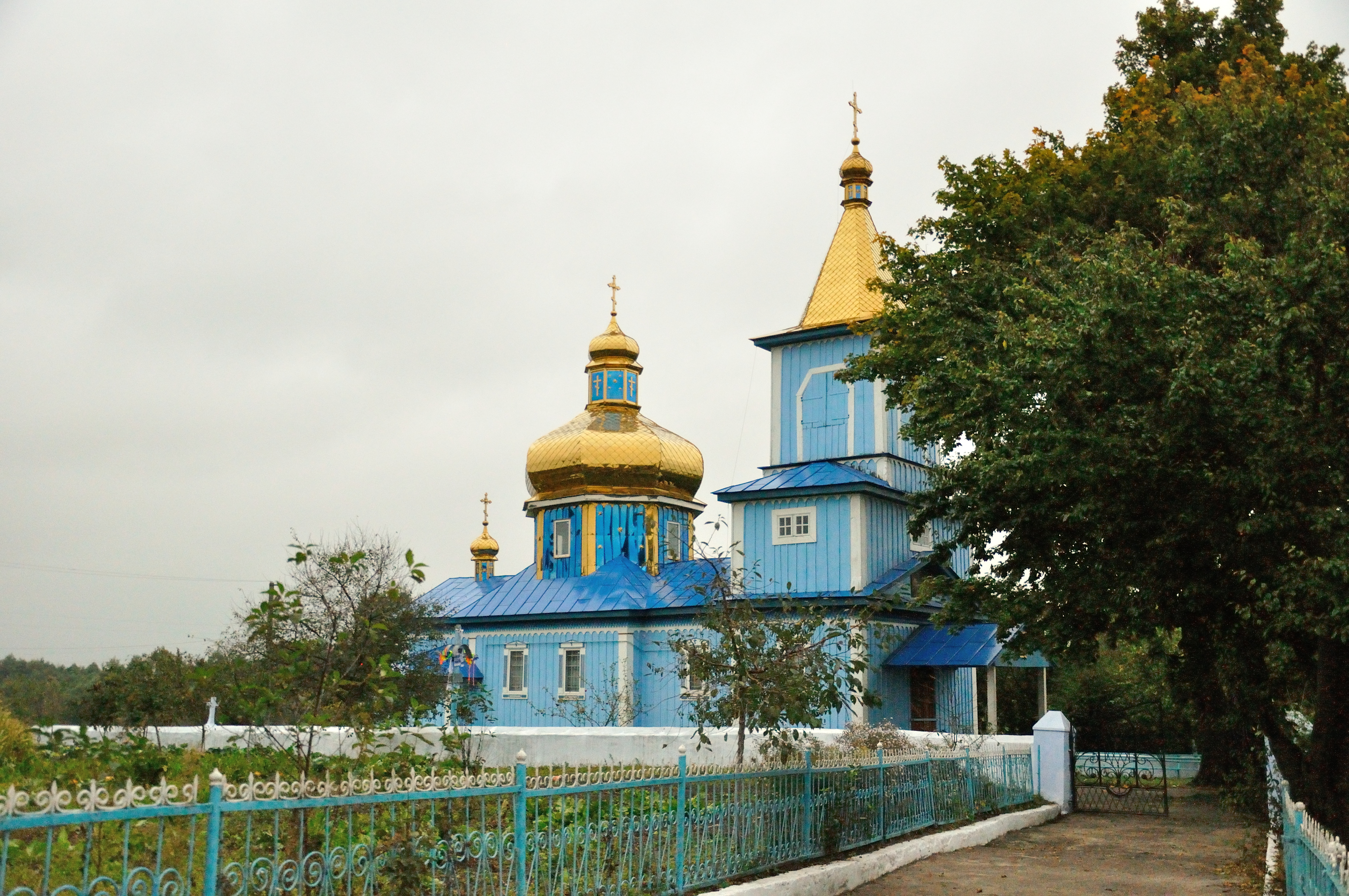
Церква Різдва Богородиці

## Постаті
- Середюк Станіслав Олександрович — засновник фермерського господарства «П'ятигірське», кавалер ордена «За заслуги»[6].